# نادي خيطان
نادي خيطان الرياضي نادي رياضي كويتي، يقع في منطقة خيطان، تأسس في 13 يونيو 1965، من أبرز اللاعبين الذين لعبوا في نادي خيطان هم نواف الخالدي ووليد علي.

## إنجازات الفريق
- دوري الدرجة الأولى الكويتي مرتين : 1966/1965، 1971/1970،
- كأس الأمير مره واحدة كوصيف: 2011.
- كأس الاتحاد الكويتي مرة واحدة: 1975/1974.

## تشكيلة الفريق الحالية
- آخر تحديث: 1 سبتمبر 2015.

ملاحظة: تشير الأعلام إلى المنتخب الوطني على النحو المحدد في قواعد الأهلية للفيفا. قد يحمل اللاعبون أكثر من جنسية واحدة غير تابعة للفيفا.
| الرقم | البلد    | المركز | اللاعب            |
| ----- | -------- | ------ | ----------------- |
| 1     | الكويت   | حارس   | محمد سراج         |
| 2     | البرازيل | مدافع  | أوتافيو سيلفا     |
| 3     | الكويت   | وسط    | حسين يعقوب        |
| 4     | الكويت   | وسط    | طلال الأنصاري     |
| 6     | الكويت   | مدافع  | عبدالله قاسم      |
| 7     | الكويت   | مهاجم  | عمر الحبيتر       |
| 8     | الكويت   | وسط    | نواف العتيبي      |
| 9     | الكويت   | وسط    | شملان الهرشاني    |
| 10    | الكويت   | وسط    | حمد الحساوي       |
| 11    | الكويت   | وسط    | عبدالله الشمري    |
| 12    | الكويت   | وسط    | مساعد الفوزان     |
| 14    | الكويت   | مدافع  | يوسف الضويحي      |
| 16    | الكويت   | مدافع  | إبراهيم عبدالكريم |
| 17    | الكويت   | مهاجم  | محمد هليل         |
| 18    | الكويت   | وسط    | ناصر الرشيدي      |

| الرقم | البلد   | المركز | اللاعب            |
| ----- | ------- | ------ | ----------------- |
| 20    | الكويت  | مدافع  | محمد سبتي         |
| 21    | الكويت  | وسط    | حسين أبا الصافي   |
| 22    | الكويت  | حارس   | نايف المطيري      |
| 30    | الكويت  | مدافع  | عبدالله الزعبي    |
| 40    | الكويت  | حارس   | أحمد عبدالحميد    |
| 66    | الكويت  | وسط    | فايز المطيري      |
| 70    | الكويت  | وسط    | فايز مطر          |
| 74    | مصر     | وسط    | عمرو عبدالفتاح    |
| 75    | الكويت  | مهاجم  | خالد عيد          |
| 77    | الكويت  | مدافع  | ناصر العبدسلام    |
| 80    | الكويت  | وسط    | أحمد الريماوي     |
| 88    | الكويت  | وسط    | فايز خالد المطيري |
| 90    | السنغال | وسط    | سليماني تانديا    |
| 95    | الكويت  | مدافع  | أحمد الدرباس      |
| 99    | الكويت  | مهاجم  | مبارك نصار        |

## أبرز المدربين
- 1988 - 1994  فوزي إبراهيم
- 1995 - 1997  إيدسون تافاريس
- 1997 - 2000  معضد العجمي
- 2000 - 2001  فوزي إبراهيم
- 2001 - 2002  محمد عبد الله
- 2003 - 2004  لويس أرنولدو فيرير
- 2004 - 2005  أنور اليعقوب
- 2006 - 2008  ياروسلاف غورتلر
- 2008 - 2010  فوزي إبراهيم
- 2010 - 2013  خالد أحمد
- 2013 - 2015  محمد الأنصاري
- 2015 - حتى الآن  أنتونيو ميراندا